# فاطمة بانيز
فاطمة بانيز (من مواليد 6 يناير 1967) هي سياسية وخبيرة اقتصادية وفقيه إسبانية. كانت وزيرة التشغيل والضمان الاجتماعي من ديسمبر 2011 حتى يونيو 2018، عندما أدى تصويت بحجب الثقة عن ماريانو راخوي إلى الإطاحة بالحكومة.

## التعليم
حصلت بانيز على شهادة جامعية في القانون والاقتصاد ودراسات الأعمال من جامعة كوميلاس البابوية. عملت كمستشارة في راديو وتلفزيون الأندلس (1997-2000).

## الحياة مهنية
كانت بانيز عضوًا في البرلمان الإسباني خلال الفترات السابعة والثامنة والتاسعة والعاشرة ممثلى مقاطعة هويلفا. وبهذه الصفة شغلت المناصب التالية:
- لجنة الاقتصاد والمالية عضو اللجنة.
- لجنة الميزانيات، المتحدثة.
- هيئة الصناعة والسياحة والتجارة عضو اللجنة.
- الوفد الاسباني للمجموعة البرلمانية للصداقة مع مجلس النواب الياباني، عضو اللجنة.
- منسق رئاسة حزب الشعب بالأندلس